# Lexington (Indiana)
Lexington és una població dels Estats Units a l'estat d'Indiana. Segons el cens del 2000 tenia 3.268 habitants.

## Demografia
Segons el cens del 2000, Lexington tenia 3.268 habitants. La densitat de població era de 25,5 habitants/km².
Cap de les famílies estaven per davall del llindar de pobresa.